# El Kelaa des Sraghna
El Kelaa des Sraghna (en árabe قلعة السراغنة) es una ciudad de Marruecos, capital de la provincia homónima, en la región de Marrakech-Safí. Es una ciudad de reputada producción agrícola, especialmente de olivar. Está situada a 235 km de Casablanca hacia el sur, y a 84km de Marrakech.  en 2014 era de 95 224 habitantes.